# 4D Free Spin
4D Free Spin ist die Bezeichnung eines Stahlachterbahnmodells des Herstellers S&S – Sansei Technologies, welches erstmals am 23. Mai 2015 ausgeliefert wurde und zur Kategorie der Spinning Coaster, Wing Coaster und 4th-Dimension-Coaster zählt. Die erste Auslieferung eröffnet als Batman The Ride in Six Flags Fiesta Texas.
Die Wagen wurden so konstruiert, dass sich die Sitze nicht auf, sondern links und rechts der Schiene befinden (siehe auch Wing Coaster). Pro Seite besteht ein Wagen aus vier Sitzen, wovon jeweils zwei Sitze nebeneinander und die anderen beiden Sitze auf der Rückseite angebracht sind. Die Wagen können dabei frei um ihre horizontale Achse rotieren. Nachdem die Wagen den vertikalen Kettenlifthill hinaufgezogen wurden, fahren sie die anschließende Strecke hinab, wobei die Strecke über keinerlei horizontale Kurven verfügt. Auf Grund der Fahrstrecke und der Möglichkeit der Wagen, frei um die horizontale Achse rotieren zu können, fangen die Wagen an sich zu überschlagen. Dadurch ist jede Fahrt unterschiedlich.

## Standorte
| Achterbahn               | Betreiber                     | Land                         | Eröffnung       | Quellen |
| ------------------------ | ----------------------------- | ---------------------------- | --------------- | ------- |
| Arashi                   | Nagashima Spa Land            | Japan                        | 10. März 2017   |         |
| Batman The Ride          | Six Flags Discovery Kingdom   | Vereinigte Staaten           | 25. Mai 2019    |         |
| Batman The Ride          | Six Flags Fiesta Texas        | Vereinigte Staaten           | 23. Mai 2015    |         |
| Dragon Slayer            | Adventureland                 | Vereinigte Staaten           | 2021            |         |
| John Wick: Open Contract | Motiongate                    | Vereinigte Arabische Emirate | 21. Januar 2022 |         |
| Joker                    | Six Flags Great Adventure     | Vereinigte Staaten           | 28. Mai 2016    |         |
| Joker                    | Six Flags Great America       | Vereinigte Staaten           | 27. Mai 2017    |         |
| Joker                    | Six Flags New England         | Vereinigte Staaten           | 27. Mai 2017    |         |
| Joker                    | Six Flags Over Texas          | Vereinigte Staaten           | 20. Mai 2017    |         |
| Tumbili                  | Kings Dominion                | Vereinigte Staaten           | 2022            |         |
| Wonder Woman             | Six Flags Mexico              | Mexiko                       | 1. Juni 2018    |         |
| unbekannter Name         | Ocean Flower Island Fairyland | Volksrepublik China          | 2023            |         |